# 한국관광통역안내사협회
(사)한국관광통역안내사협회는 관광통역안내사의 자질향상을 위한 교육 및 권익보호, 회원상호간 정보 교환과 우호 증진도모를 목적으로 2003년 3월 14일 설립된 대한민국 문화체육관광부 소관의 사단법인이다. 사무실은 서울특별시 성동구 왕십리로386 삼협빌딩 8층에 위치해 있다.

## 주요 사업
- 관광통역안내사의 권익보호 및 회원 상호간 우호증진사업
- 관광통역안내사교육 및 정보 교환 등 자질향상 사업
- 외국관광객을 위한 안전한 안내 등 관광편의 증진사업
- 기타 관광통역안내사의 활성화를 위한 지원사업